# Colin Jackson
Colin Ray Jackson (ur. 18 lutego 1967 w Cardiff) – brytyjski lekkoatleta pochodzenia jamajskiego, były rekordzista świata w biegu na 110 metrów przez płotki. Jest obecnie komentatorem sportowym i prezenterem telewizyjnym stacji BBC.

## Kariera sportowa
Colin Jackson w swojej bogatej karierze zdobył na najważniejszych imprezach 21 złotych medali, 15 srebrnych, a tylko 2 razy był brązowym medalistą. Jednak na igrzyskach olimpijskich udało mu się zdobyć tylko jeden medal – srebrny w Seulu.
20 sierpnia 1993 pobił w Stuttgarcie rekord świata na 110 metrów przez płotki (12,91 s), który wyrównał dopiero 27 sierpnia 2004 w Atenach Chińczyk Liu Xiang (Chińczyk poprawił ten rekord w lipcu 2006). Do 24 lutego 2021 był również rekordzistą świata w hali w biegu na 60 metrów przez płotki (7,30 s., w 1994 w Sindelfingen, obecnie jest to trzeci wynik w historii światowej lekkoatletyki).
Zakończył karierę w 2003 roku.